# Nostalgix
Negar Hamidzadeh (Irã, 28 de fevereiro de 1997), mais conheçida como Nostalgix, é uma produtora musical e cantora Canadense..

## Biografia
Nascida na repúlica islâmica do Irã, Nostalgix se mudou para o Canadá ainda criança. No último ano do ensino médio, ela foi ao seu primeiro concerto de música eletrônica, foi ai que tudo mudou. Seu interesse pela produção musical cresceu, e após ir a apresentação do artista DJ Fresch no evento Life in Color em Vancouver, decidiu dar início a sua carreira.
Um ano depois, enquanto ainda cursava Produção de Filmes na Universidade da Colúmbia Britânica, ela comprou seu primeiro equipamento de discotecagem e começou a aprender a tocar por conta prória, eventualmente tocando nos bares e pubs da região. Com o tempo começou a tocar em maiores eventos e festivais em Vancouver, o que a inspirou para produzir suas próprias músicas.
Nostalgix vem revolucionando a cena de house music, a artista que mora atualmente em Vancouver assinou em selos renomados, como a Dim Mak, gravadora de Steve Aoki, Night Bass, gravadora de AC Slater, Confession, gravadora de Tchami e Insomniac Records In/Rotation. A artista também foi selecionada para fazer o primeiro lançamento oficial da gravadora do artista norte americano BIJOU, do selo Do Not Duplicate Records. Nostalgix foi apresentada como um dos 12 artistas emergentes para se ficar de olho em 2021, pela revista DJ Mag.
Ela atualmente ocupa a oitava posição no quesito melhor DJ e produtor musical feminino, de acordo com a revista DJane.

## Discografia

### EPs
| Título                                 | Mês      | Ano  |
| -------------------------------------- | -------- | ---- |
| OG Sins                                | Outubro  | 2019 |
| Act Out (com AC Slater, Way and Makla) | Novembro | 2020 |

### Singles

#### Como Artista Principal
| Título                                       | Mês       | Ano  |
| -------------------------------------------- | --------- | ---- |
| Alien Invasion                               | Agosto    | 2018 |
| Robot Disco                                  | Outubro   | 2018 |
| Stop Calling                                 | Dezembro  | 2018 |
| Mind Your Biz (participação de Sophiegrophy) | Março     | 2019 |
| Rebellion (com FSHN)                         | Março     | 2019 |
| Locked & Loaded (com Danny Time)             | Maio      | 2019 |
| Pourin Shots (com Malikay Motion)            | Julho     | 2019 |
| Mess With Me                                 | Setembro  | 2019 |
| Mind Tricks (participação de Way)            | Dezembro  | 2019 |
| Brat                                         | Fevereiro | 2020 |
| Bassline Drip (participação de Dread MC)     | Julho     | 2020 |
| Famous                                       | Julho     | 2020 |
| By Myself (com Rose Motion)                  | Agosto    | 2020 |
| The Plug (com Noises)                        | Dezembro  | 2020 |
| Boom (com Daaron Anthony)                    | Fevereiro | 2021 |
| Chat (com NuBass)                            | Março     | 2021 |
| Low Key (com MNNR)                           | Abril     | 2021 |
| Realest                                      | Maio      | 2021 |

#### Com Participação
| Título                                        | Mês       | Ano  | Original por |
| --------------------------------------------- | --------- | ---- | ------------ |
| Don't Really Care (participação de Nostalgix) | Fevereiro | 2020 | PEACE MAKER! |
| Boiler (participação de Nostalgix)            | Abril     | 2020 | Honey Badger |

### Remixes
| Título                      | Mês     | Ano  | Composição original por   |
| --------------------------- | ------- | ---- | ------------------------- |
| Who's She (Nostalgix Remix) | Outubro | 2020 | Tombz and MNNR            |
| Westside (Nostalgix Remix)  | Outubro | 2020 | BIJOU and Willy Northpole |